# Enlinia panamensis
Enlinia panamensis är en tvåvingeart som beskrevs av Robinson 1975. Enlinia panamensis ingår i släktet Enlinia och familjen styltflugor.
Artens utbredningsområde är Panama. Inga underarter finns listade i Catalogue of Life.